# Lygropia lelex
Lygropia lelex là một loài bướm đêm trong họ Crambidae.